# Tomice (powiat pleszewski)
Tomice (Tomycze, wcześniej prawdopodobnie również Toplice) – wieś w Polsce położona w województwie wielkopolskim, w powiecie pleszewskim, w gminie Gizałki.
W latach 1975–1998 miejscowość należała administracyjnie do województwa kaliskiego.
Tomice leżą przy drodze wojewódzkiej nr 442 (28 km na południowy wschód od autostrady A2). Graniczą z gminami: Pyzdry i Żerków.
Wieś położona na Nizinie Wielkopolskiej. Na zachodzie granicę miejscowości wyznacza rzeka Prosna, na północy i wschodzie granicę wyznaczają lasy położone na słabych glebach bielicowych.
W Tomicach swoje siedliska ma bardzo liczna grupa zwierząt m.in.: bobry europejskie, dziki, sarny, dzięcioły, kuny leśne i jelenie.
Lasy bogate są w owoce leśne oraz grzyby.
Rozwinął się handel spożywczo-przemysłowy, oraz przemysł kotlarski i drewniany a przede wszystkim rolnictwo. (Stosunek lasów do terenów rolniczych wynosi około 1/2).
W Tomicach siedzibę mają: szkoła podstawowa im. Obrońców Tobruku, gminne centrum kultury oraz ochotnicza straż pożarna. Na terenie domu kultury działa filia biblioteki gminnej oraz koło gospodyń wiejskich.
W miejscowości działa piekarnia, która zaopatruje w pieczywo i wyroby cukiernicze kilkadziesiąt okolicznych miejscowości.
Niegdyś na terenie miejscowości działały dwa młyny (wodny i wiatrowy), oraz dwóch kowali.
W Tomicach znajduje się także warsztat samochodowy.
Na terenie gminy i miejscowości Tomice (na obszarach rolnych w pobliżu Prosny) zaczęto budowę parku wiatrowego (18 turbin wiatrowych).
Planuje się budowę hali sportowej oraz wybudowano już boisko o nawierzchni trawy syntetycznej dla szkoły podstawowej.

## Historia
Tomice leżą na szlaku bursztynowym, który przebiegał wzdłuż Prosny. Pierwsi osadnicy zamieszkiwali tereny obecnych Tomic już w początkowych latach XVI wieku. Miejscowość nosiła nazwę Toplice od częstych powodzi jakie przynosiła ze sobą rzeka Prosna. Dopiero w późniejszym czasie przyjęła się obecna nazwa, za sprawą właściciela ziemskiego (prawdopodobnie) Tomasza Tomickiego, który wyróżniał się swoją dobrocią i prawością. W pewnym okresie dużą część populacji Tomic stanowiła ludność żydowska. Na mocy decyzji kongresu wiedeńskiego miejscowość znalazła się w 1815 r. w granicach Imperium Rosyjskiego, gdzie pozostawała aż do I wojny światowej, była wtedy miejscowością przygraniczną. Tym samym w latach 1918-1939 znalazła się w granicach II Rzeczypospolitej. Choć miejscowość leżała w zaborze rosyjskim to bliskość zaboru pruskiego przełożyła się na wysoką kulturę rolną.
Miejscowość istniała już w 1250 r. w parafii Szymanowice (dawny kościół pod wezwaniem św. Anny), kiedy to na zjeździe w Szymanowicach książę Przemysław I potwierdził kościołowi gnieźnieńskiemu nadanie Ostrowitego Prymasowskiego. Na początku XVI w. pleban w Szymanowicach pobierał stąd dziesięcinę i po korcu żyta i tyleż owsa z każdego półłanka.
W 1579 r. wieś była własnością Małgorzaty Tomickiej, a w 1618 r. Stanisława Tomickiego.
W spisie z 1827 r. wymienione są 3 wsie: Tomice (19 domów i 320 mieszkańców), Tomice Nowe (26 i 213), Tomice Stare (17 i 138). Była więc to wieś duża, mająca w sumie 62 domy i 671 mieszkańców.  Dzisiaj część terenów wsi znalazło się po stronie gminy Pyzdry. (Ciemierów - w tym dworek Tomickich, Ciemierów Kolonia to dawniej Tomice Nowe i Tomickie Olendry). W ciągu XIX stulecia nastąpił jednak znaczący regres w jej rozwoju jak i w rozwoju okolicznych miejscowości. Na mocy decyzji kongresu wiedeńskiego miejscowość znalazła się w 1815 r. w granicach Imperium Rosyjskiego, gdzie pozostawała aż do I wojny światowej, była wtedy miejscowością przygraniczną. Około 1890 r. w Tomicach należących do powiatu słupeckiego, gminy i parafii Szymanowice znajdowało się dużo mniej osadników: we wsi – 14 domów, 219 mieszkańców, w folwarku – 6 domów, 46 mieszkańców, w osadzie leśnej Młynek Tomicki – 3 domy, 31 mieszkańców, w folwarku Tomickie Górki dane nieznane. W całej wsi budynków murowanych było 7, z drewna 21. W 1870 r. była tu też gorzelnia .
W latach 1918–1939 miejscowość znalazła się w granicach II Rzeczypospolitej.
W 1938 r. miejscowość obejmowała 68 zabudowań.